# Pallacanestro Trapani 2013-2014
Questa voce raccoglie le informazioni riguardanti la Pallacanestro Trapani nelle competizioni ufficiali della stagione 2013-2014.

## Verdetti stagionali
Competizioni nazionali
- DNA Gold

stagione regolare: 11ª su 16 squadre (14-16);

## Stagione

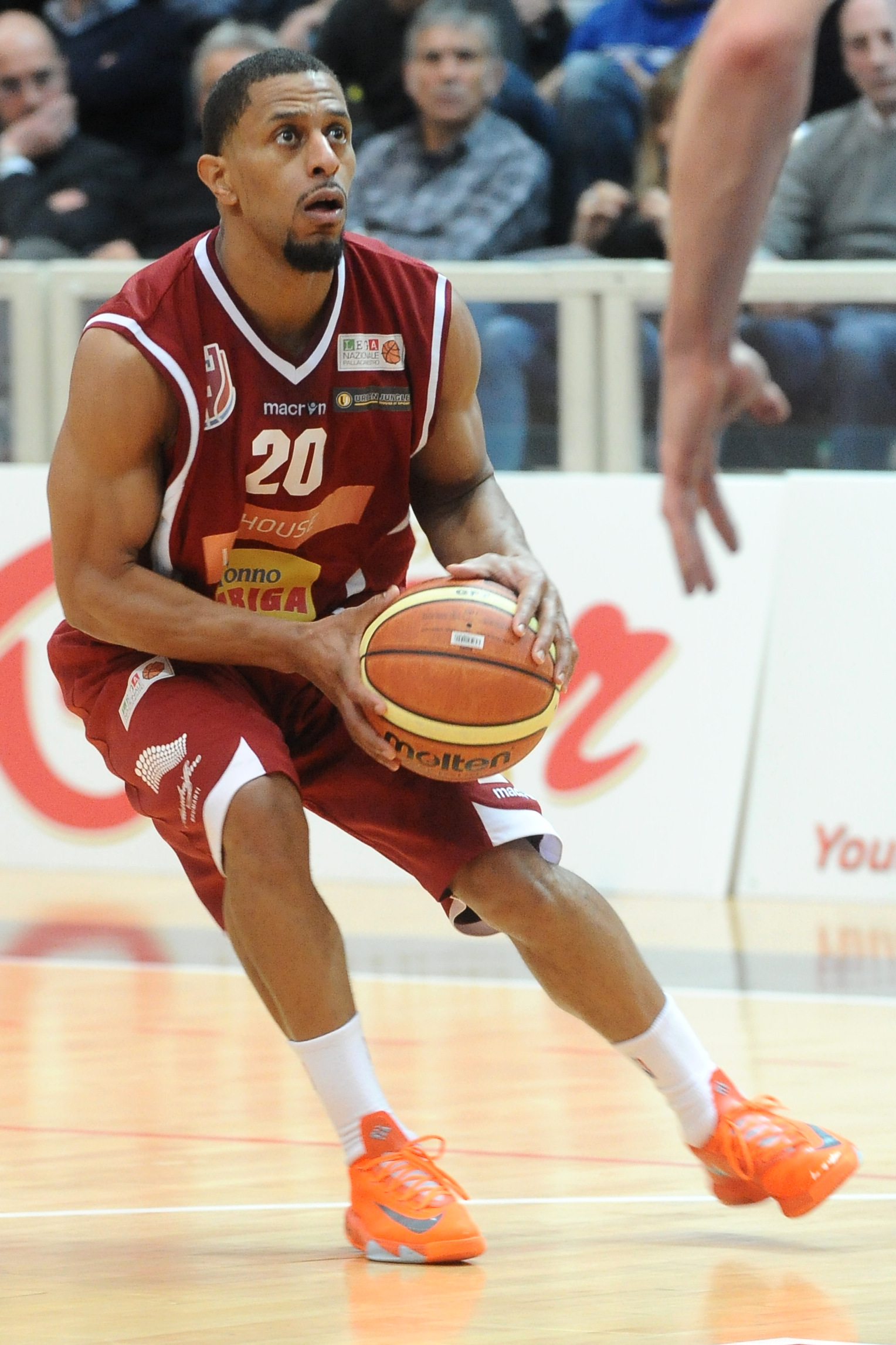
Kelvin Parker

La stagione 2013-2014 della Pallacanestro Trapani è l'8ª in seconda serie, la Divisione Nazionale A Gold.
Sponsorizzata Lighthouse, la società trapanese ritorna nel secondo campionato nazionale dopo lo scambio dei rispettivi titoli sportivi con lo Scafati Basket. La squadra è profondamente rivoluzionata per il salto di categoria dal nuovo coach Lino Lardo e dal Direttore sportivo Francesco Lima.

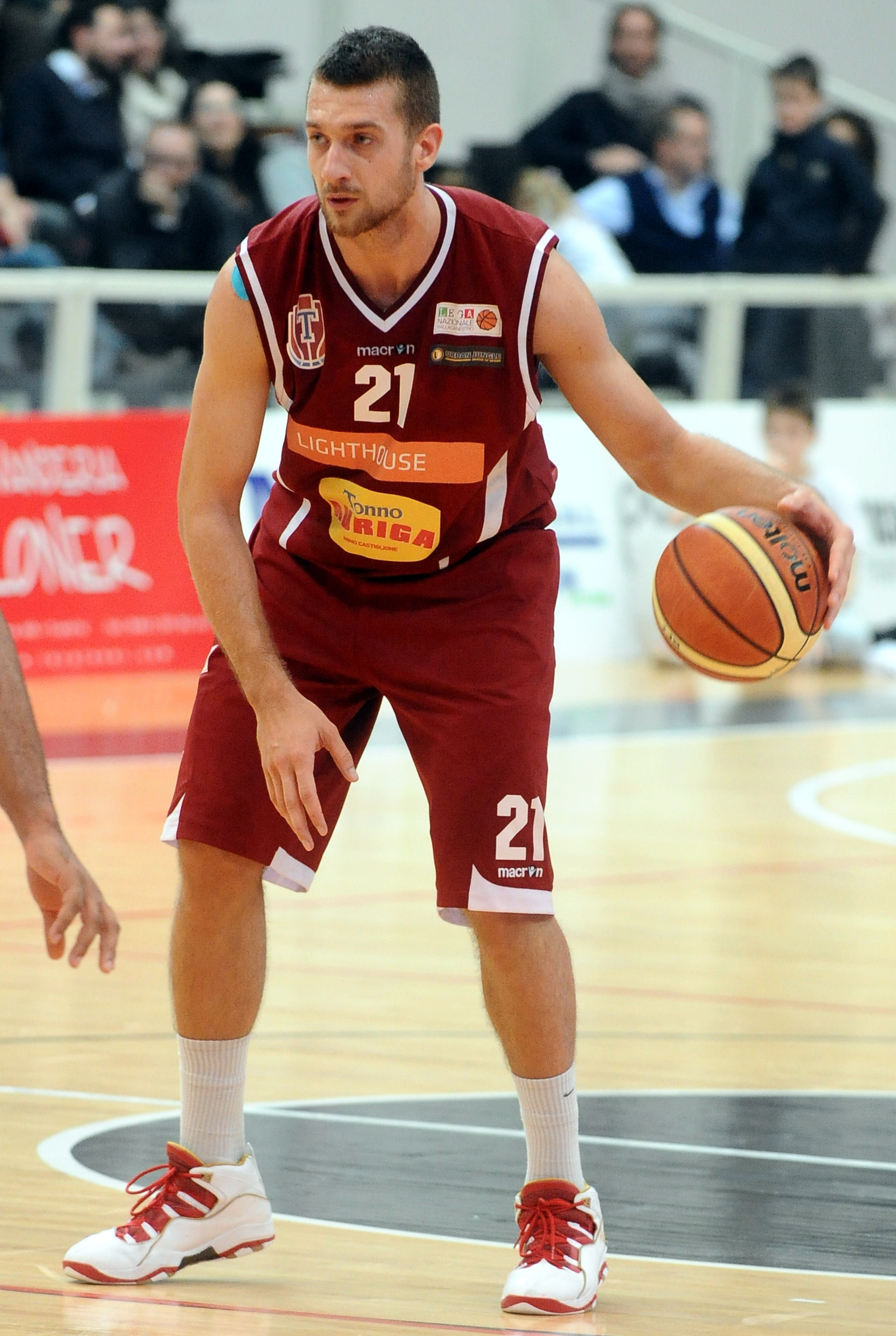
Giancarlo Ferrero

Nei primi test stagionali pre-campionato la formazione granata affronta la Moncada Solar Agrigento, la Viola Reggio Calabria, l'Upea Capo d’Orlando, la Sigma Basket Barcellona, la Sutor Montegranaro, il Filleni BPA Jesi e la Spider Fabriano.

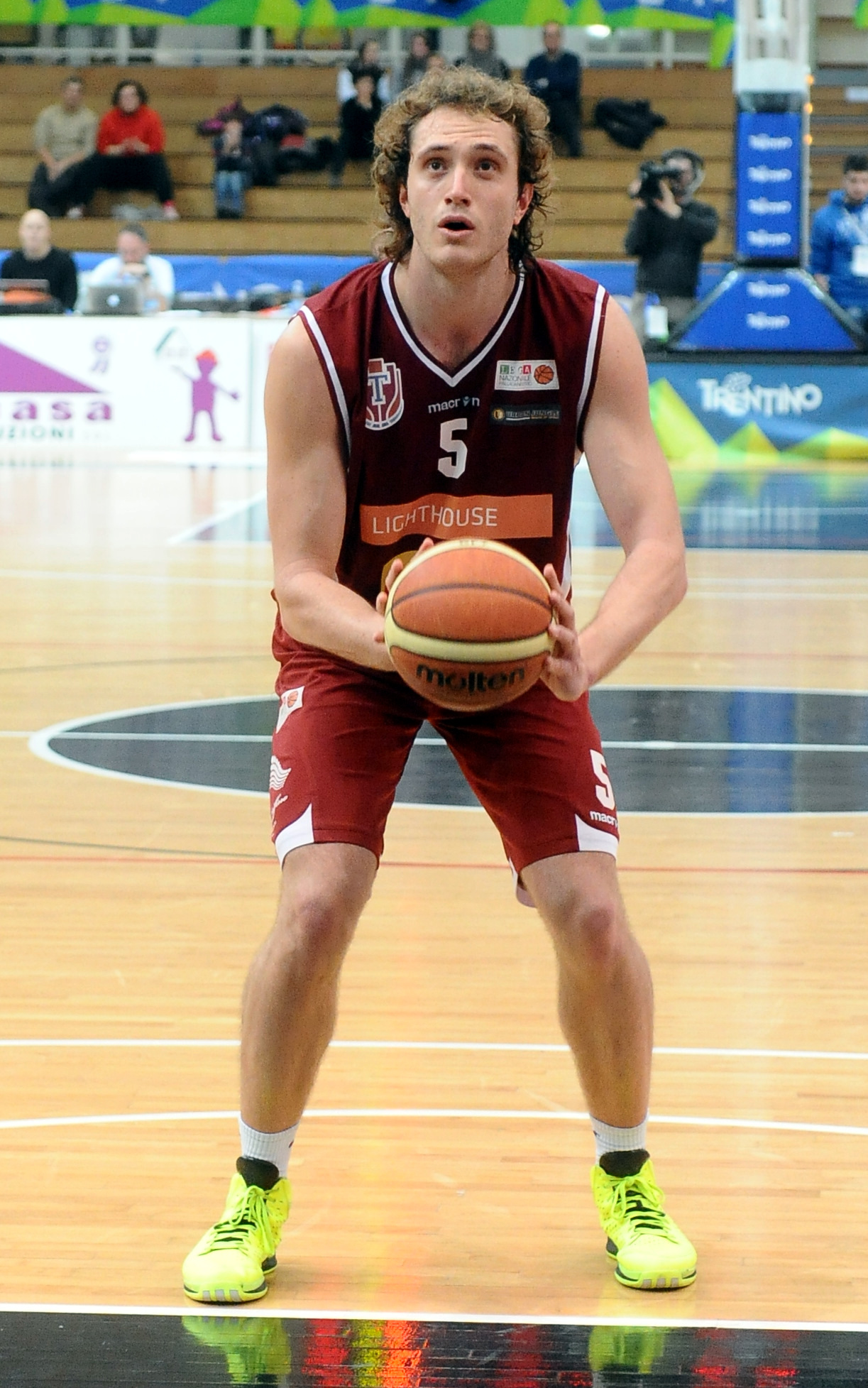
Andrea Renzi

Nella prima giornata della rinnovata Divisione Nazionale A Gold, la Pallacanestro Trapani batte la Aget Nature Imola per 78 a 57 con 19 punti e 12 rimbalzi di Patrick Baldassarre.
La seconda giornata riserva alla squadra trapanese la prima sconfitta stagionale con il Forlì, 82 a 74 il risultato finale con Parker autore di 24 punti. 
Nella terza giornata i granata battono Veroli 83 a 77 con un'ottima prestazione corale, Ferrero top scorer con 17 punti. 
Seconda sconfitta stagionale nel derby isolano con Barcellona per 77 a 70, Renzi top scorer con 15 punti. 
Trapani sconfigge Napoli nella quinta giornata per 82 a 75 con un ottimo Kelvin Parker che mette a segno 22 punti e 7 assist.
La sesta giornata vede la squadra granata impegnata a Jesi dove viene sconfitta per 94 a 88 con Lowery autore di 22 e 9 rimbalzi.
Dopo la sconfitta di Jesi la squadra granata si riscatta nella settima giornata sconfiggendo Trieste ai supplementari per 87 ad 80 con 19 punti di Kelvin Parker top scorer dell'incontro.
Seconda partita al PalaIlio e seconda vittoria ai supplementari contro la corazzata Brescia per 81 a 76 con Parker e Renzi top scorers con 17 punti.
La Pallacanestro Trapani allunga la striscia positiva e passa a Casale, prima vittoria stagione esterna per 62 a 60 con Lowery autore di 17 punti, 4 assist e 10 rimbalzi.
L'imbattibilità casalinga che durava da 42 partite viene interrotta nella decima giornata con la sconfitta per 79 a 84 ad opera di Ferentino; Lowery top scorer con 20 punti.
Seconda sconfitta consecutiva nella undicesima giornata ad opera della Tezenis Verona che sconfigge Trapani 90 a 68 cedendo nel finale; Lowery top scorer con 21 punti.
Riscatto tra le mura amiche del PalaIlio per la Pallacanestro Trapani che sconfigge Biella per 80 a 62; Giancarlo Ferrero top scorer con 16 punti.
Il secondo derby regionale viene vinto dall'Orlandina ai danni del Trapani per 72 a 55, con consecutiva sconfitta a Trento per 82 a 61.
Ultima giornata di andata che vede Trapani sconfiggere Torino dopo due supplementari per 102 a 96, Parker top scorer con 24 punti.
Il girone di ritorno vede Trapani vincere in casa del fanalino di coda Imola per 71 a 51, con Ferrero top scorer con 16 punti.
Terza vittoria consecutiva nella seconda giornata di ritorno ai danni di Forlì per 94 a 77, Renzi top scorer con 28 punti e 9 rimbalzi.
Quarta vittoria consecutiva nella terza giornata di ritorno a Frosinone dove la Pallacanestro Trapani sconfigge Veroli 82 a 73, Baldassarre top scorer con 19 punti. 
La striscia vincente s'interrompe nel derby isolano con Barcellona che sconfigge i granata 93 a 76, top scorer Parker con 17 punti e 6 assist.
Nella trasferta campana di Napoli la Lighthouse Trapani viene sconfitta per 85 a 74, top scorer Renzi e Lowery con 13 punti.
Dopo due stop consecutivi la Pallacanestro Trapani si riscatta al PalAuriga sconfiggendo la squadra marchigiana di Jesi per 77 a 65, top scorer Lowery con 22 punti e 5 assist.
Nella ventiduesima giornata a Trieste l'AcegasAps batte i granata per 81 a 74, Baldassarre top scorer con 20 punti ed 11 rimbalzi.
Seconda trasferta e seconda sconfitta a fil di sirena nella ventitreesima giornata a vantaggio della Leonessa Brescia che sconfigge Trapani per 77 a 75, Ferrero top scorer con 21 punti.
Dopo due stop consecutivi Trapani si riscatta con Casale vincendo per 77 a 73, top scorer Lowery 20 punti e 6 assist.
La trasferta di Ferentino termina con un passivo di -20 punti per la formazione di Lardo, Baldassarre top scorer con 11 punti.
Nella ventiseiesima giornata seconda sconfitta consecutiva con Verona che espugna il PalaIlio per 79 a 88, Rizzitiello con 16 punti top scorer granata della partita.
Terza sconfitta consecutiva con Biella per 104 a 85 (Parker 17 punti) e riscossa granata nel derby siciliano con l'Orlandina per 89 a 85 (Baldassarre 25 punti).
Nella penultima giornata svanisce la possibilità di accedere ai playoff con la sconfitta interna contro la capolista Trento per 79 a 81, Renzi 19 punti terminando il campionato con l'ininfluente sconfitta di Torino per 91 a 78, Baldassarre e Lowery 14 punti..

## Divise di gioco
Il fornitore ufficiale di materiale tecnico per la stagione 2013-2014 è Macron.
| Casa | Trasferta |

## Organigramma societario
Area dirigenziale
- Presidente: Pietro Basciano
- Direttore sportivo: Francesco Lima
- Dirigente responsabile: Andrea Burgarella
- Direttore amministrativo: Stefano Di Bono
- Team manager: Nicolò Basciano
- Segreteria : Anna Basciano
- Responsabile logistico : Francesco Cavarretta
- Addetto agli arbitri: Maurizio Felice
- Addetto stampa: Fabio Tartamella

Area tecnica
- Allenatore: Lino Lardo
- Assistente: Flavio Priulla
- Medico sociale: Diego Casano
- Preparatore atletico: Salvatore Poma
- Massofisioterapista: Walter Stabile

## Roster
| Pallacanestro Trapani 2013-2014 | Pallacanestro Trapani 2013-2014 |
| Giocatori                       | Staff tecnico                   |
| ------------------------------- | ------------------------------- |

| N. | Naz.                   | Ruolo | Nome                | Anno | Alt.   | Peso   |  |
| -- | ---------------------- | ----- | ------------------- | ---- | ------ | ------ |  |
| 5  | Italia (bandiera)      | C     | Andrea Renzi        | 1989 | 206 cm | 110 kg |  |
| 7  | Italia (bandiera)      | G     | Lorenzo Bartoli     | 1994 | 198 cm | 86 kg  |  |
| 8  | Italia (bandiera)      | G     | Giorgio Costadura   | 1995 | 192 cm | 86 kg  |  |
| 9  | Stati Uniti (bandiera) | PG    | Kelvin Parker       | 1982 | 183 cm | 85 kg  |  |
| 11 | Italia (bandiera)      | AC    | Patrick Baldassarre | 1986 | 200 cm | 95 kg  |  |
| 13 | Italia (bandiera)      | P     | Stefano Bossi       | 1994 | 185 cm | 80 kg  |  |
| 14 | Italia (bandiera)      | A     | Nelson Rizzitiello  | 1984 | 198 cm | 100 kg |  |
| 15 | Italia (bandiera)      | C     | Luca Ianes (C)      | 1980 | 203 cm | 107 kg |  |
| 18 | Italia (bandiera)      | AC    | Alessandro Tabbi    | 1994 | 205 cm | 94 kg  |  |
| 20 | Stati Uniti (bandiera) | GA    | Rob Lowery          | 1987 | 188 cm | 78 kg  |  |
| 21 | Italia (bandiera)      | GA    | Giancarlo Ferrero   | 1988 | 194 cm | 92 kg  |  |
| 25 | Italia (bandiera)      | AC    | Mario Vallone       | 1995 | 198 cm |        |  |
|    | Italia (bandiera)      | G     | Marco Piacentino    | 1996 | 188 cm | 65 kg  |  |

| Allenatore                                                                 |
| Lino Lardo                                                                 |
| Assistente/i                                                               |
| Flavio Priulla Legenda - (C) Capitano - (IN) Inattivo - Infortunato Roster |

## Mercato

### Sessione estiva
| Arrivi | Arrivi              | Arrivi          | Arrivi     |
| R      | Nome                | da              | Modalità   |
| ------ | ------------------- | --------------- | ---------- |
| P      | Kelvin Parker       | Lions de Genève | definitivo |
| G      | Lorenzo Bartoli     | Olimpia Milano  | prestito   |
| P      | Stefano Bossi       | Aquila Trento   | definitivo |
| G      | Rob Lowery          | Best Balikesir  | definitivo |
| GA     | Giancarlo Ferrero   | Junior Casale   | definitivo |
| GA     | Kevin Cusenza       | Aurora Desio    | aggregato  |
| AG     | Patrick Baldassarre | Scafati Basket  | definitivo |
| AC     | Alessandro Tabbi    | Palestrina      | prestito   |
| C      | Andrea Renzi        | Pall. Biella    | definitivo |
| A      | Gints Antrops       | Basket Bassano  | aggregato  |

| Partenze | Partenze                   | Partenze          | Partenze       |
| R        | Nome                       | a                 | Modalità       |
| -------- | -------------------------- | ----------------- | -------------- |
| P        | Davide Virgilio            | Svincolato        | fine contratto |
| P        | Gennaro Valentino          | Svincolato        | fine contratto |
| G        | Gianluca Tredici           | Scafati Basket    | definitivo     |
| G        | Mathias Gustavo De Gregori | Basket Mazara     | fine contratto |
| A        | Giuseppe Costantino        | Unime             | fine contratto |
| AC       | Luca Tardito               | Battaglia Mortara | fine contratto |
| GA       | Kevin Cusenza              | Basket Mazara     | definitivo     |
| G        | Ariel Svoboda              | Pall. Biella      | fine contratto |
| AC       | Ivan Morgillo              | Scandone Avellino | definitivo     |

### Dopo l'inizio della stagione
| Arrivi | Arrivi        | Arrivi     | Arrivi     |
| R      | Nome          | da         | Modalità   |
| ------ | ------------- | ---------- | ---------- |
| AC     | Mario Vallone | Svincolato | Definitivo |

| Partenze | Partenze      | Partenze   | Partenze              |
| R        | Nome          | a          | Modalità              |
| -------- | ------------- | ---------- | --------------------- |
| A        | Gints Antrops | Svincolato | Risoluzione contratto |
| C        | Kevin Cusenza | Svincolato | Risoluzione contratto |

## Risultati

### Campionato

#### Girone di andata
| Arbitri: | Gaetano Perretti (Napoli) Mauro Belfiore (Napoli) Calogero Cappello (Porto Empedocle) |

|                |            |                   |
| Baldassarre 19 | Punti      | 16 Poletti, Young |
| Parker 9       | Assist     | 2 Maccaferri      |
| Baldassarre 12 | Rimbalzi   | 9 Poletti         |
| Lino Lardo     | Allenatori | Vincenzo Esposito |

| Arbitri: | Roberto Materdomini (Grottaglie) Christian Borgo (Dueville) Gianguido Vanni Degli Onesti (Corno di Rosazzo) |

|               |            |                              |
| Ferguson 23   | Punti      | 24 Parker                    |
| Ferguson 4    | Assist     | 2 Baldassarre, Lowery, Renzi |
| Crow 7        | Rimbalzi   | 7 Lowery, Baldassarre        |
| Massimo Galli | Allenatori | Lino Lardo                   |

| Arbitri: | Gianfranco Ciaglia (Caserta) Enrico Boscolo (Chioggia) Corrado Trifiletti (Messina) |

|            |            |                 |
| Ferrero 17 | Punti      | 17 Sanders      |
| Parker 8   | Assist     | 2 Blizzard      |
| Renzi 9    | Rimbalzi   | 8 Samuels       |
| Lino Lardo | Allenatori | Marco Ramondino |

| Arbitri: | Gianluca Gagliardi (Anagni) Angelo Valerio Bramante (San Martino Buon Albergo) Alessandro Buttinelli (Roma) |

|                      |            |               |
| Fantoni, Maresca 17  | Punti      | 15 Renzi      |
| Collins 6            | Assist     | 2 Lowery      |
| Young 9              | Rimbalzi   | 8 Baldassarre |
| Giovanni Perdichizzi | Allenatori | Lino Lardo    |

| Arbitri: | Sergio Noce (Latina) Marco Rudellat (Nuoro) Valerio Grigioni (Roma) |

|                |            |              |
| Parker 22      | Punti      | 18 Black     |
| Parker 7       | Assist     | 4 Black      |
| Baldassarre 10 | Rimbalzi   | 6 Brkic      |
| Lino Lardo     | Allenatori | Demis Cavina |

| Arbitri: | Gaetano Perretti (Napoli) Martino Galasso (Siena) Luca Maffei (Preganziol) |

|                                |            |            |
| Goldwire 24                    | Punti      | 22 Lowery  |
| Jukić 4                        | Assist     | 5 Parker   |
| Maggioli, Rocca, Santiangeli 7 | Rimbalzi   | 9 Lowery   |
| Piero Coen                     | Allenatori | Lino Lardo |

| Arbitri: | Andrea Masi (Firenze) Angelo Caforio (Brindisi) Michele Capurro (Reggio Calabria) |

|                  |            |                   |
| Parker 19        | Punti      | 19 Tonut          |
| Parker, Lowery 5 | Assist     | 4 Hoover          |
| Baldassarre 12   | Rimbalzi   | 8 Harris          |
| Lino Lardo       | Allenatori | Eugenio Dalmasson |

| Arbitri: | Nicola Beneduce (Caserta) Alessandro Tirozzi (Bologna) Achille Ascione (Caserta) |

|                  |            |                    |
| Parker, Renzi 17 | Punti      | 17 Giddens         |
| Parker 6         | Assist     | 5 Fultz            |
| Lowery 12        | Rimbalzi   | 10 Cuccarolo       |
| Lino Lardo       | Allenatori | Alberto Martelossi |

| Arbitri: | Mauro Moretti (Marsciano) Stefano Wassermann (Pordenone) Giulio Pepponi (Spello) |

|                  |            |            |
| Dillard 17       | Punti      | 17 Lowery  |
| Dillard 2        | Assist     | 4 Lowery   |
| Casini 5         | Rimbalzi   | 10 Lowery  |
| Giulio Griccioli | Allenatori | Lino Lardo |

| Arbitri: | Roberto Materdomini (Grottaglie) Michele Gasparri (Pesaro) Alessandro Loscalzo (Potenza) |

|                                   |            |                 |
| Lowery 20                         | Punti      | 20 Garri        |
| Parker 7                          | Assist     | 7 Giuri         |
| Baldassarre, Renzi, Rizzitiello 4 | Rimbalzi   | 8 Giuri         |
| Lino Lardo                        | Allenatori | Franco Gramenzi |

| Arbitri: | Enrico Bartoli (Trieste) Marco Sivieri (Vigarano Mainarda) Marco Scudieri (Maserada sul Piave) |

|                    |            |                 |
| Smith 22           | Punti      | 21 Lowery       |
| Smith 5            | Assist     | 7 Parker        |
| Gandini 12         | Rimbalzi   | 9 Lowery, Renzi |
| Alessandro Ramagli | Allenatori | Lino Lardo      |

| Arbitri: | Stefano Ursi (Livorno) Angelo Valerio Bramante (San Martino Buon Albergo) Alessio Fabiani (Altopascio) |

|                 |            |               |
| Ferrero 16      | Punti      | 16 Hollis     |
| Parker 7        | Assist     | 5 Laganà      |
| Ianes, Parker 8 | Rimbalzi   | 6 Hollis      |
| Lino Lardo      | Allenatori | Fabio Corbani |

| Arbitri: | Nicola Beneduce (Caserta) Gianluca Gagliardi (Anagni) Umberto Tallon (Bologna) |

|                    |            |            |
| Nicević 26         | Punti      | 21 Ferrero |
| Basile 8           | Assist     | 3 Parker   |
| Portannese 7       | Rimbalzi   | 11 Renzi   |
| Gianmarco Pozzecco | Allenatori | Lino Lardo |

| Arbitri: | Eduardo Ciano (Vicopisano) Alessandro Tirozzi (Bologna) Alessandro Saraceni (Zola Predosa) |

|                       |            |            |
| Triche 23             | Punti      | 18 Renzi   |
| Baldi Rossi, Forray 5 | Assist     | 4 Parker   |
| Lechthaler 11         | Rimbalzi   | 12 Ianes   |
| Maurizio Buscaglia    | Allenatori | Lino Lardo |

| Arbitri: | Gateano Perretti (Napoli) Renato Giovanrosa (Rocca Priora) Giampaolo Marota (San Benedetto del Tronto) |

|                |            |                     |
| Parker 24      | Punti      | 27 Amoroso          |
| Parker 9       | Assist     | 4 Steele            |
| Baldassarre 14 | Rimbalzi   | 9 Mancinelli        |
| Lino Lardo     | Allenatori | Stefano Pillastrini |

#### Girone di ritorno
| Arbitri: | Paolo Cherbaucich (Trieste) Alessandro Loscalzo (Potenza) Alex D'Amato (Roma) |

|                   |            |                 |
| Poletti 12        | Punti      | 16 Ferrero      |
| Dordei, Iannone 2 | Assist     | 5 Baldassarre   |
| Poletti 13        | Rimbalzi   | 6 Lowery, Renzi |
| Federico Vecchi   | Allenatori | Lino Lardo      |

| Arbitri: | Matteo Boninsegna (Paderno Dugnano) Valerio Grigioni (Roma) Paolo Lestingi (Anzio) |

|            |            |                      |
| Renzi 28   | Punti      | 22 Ferguson          |
| Parker 9   | Assist     | 4 Ferguson, Saccaggi |
| Renzi 9    | Rimbalzi   | 6 Cain               |
| Lino Lardo | Allenatori | Massimo Galli        |

| Arbitri: | Antonio Migotto (San Stino di Livenza) Marco Sivieri (Vigarano Mainarda) Francesco Terranova (Ferrara) |

|                 |            |                |
| Sanders 18      | Punti      | 19 Baldassarre |
| Sanders 4       | Assist     | 8 Parker       |
| Samuels 8       | Rimbalzi   | 6 Renzi        |
| Marco Ramondino | Allenatori | Lino Lardo     |

| Arbitri: | Stefano Ursi (Livorno) Marco Rudellat (Nuoro) Michele Gasparri (Pesaro) |

|                |            |               |
| Parker 17      | Punti      | 24 Young      |
| Parker 6       | Assist     | 5 Collins     |
| Baldassarre 10 | Rimbalzi   | 9 Fantoni     |
| Lino Lardo     | Allenatori | Marco Calvani |

| Arbitri: | Claudio Di Toro (Perugia) Davide Scudiero (Milano) Marco Pierantozzi (Ascoli Piceno) |

|                 |            |                  |
| Weaver 27       | Punti      | 13 Lowery, Renzi |
| Black 5         | Assist     | 4 Lowery, Parker |
| Weaver 10       | Rimbalzi   | 8 Baldassarre    |
| Massimo Bianchi | Allenatori | Lino Lardo       |

| Arbitri: | Nicola Beneduce (Caserta) Pasquale Pecorella (Trani) Marco Pisoni (Gorgonzola) |

|                |            |             |
| Lowery 22      | Punti      | 18 Migliori |
| Lowery 5       | Assist     | 3 Borsato   |
| Baldassarre 17 | Rimbalzi   | 12 Maggioli |
| Lino Lardo     | Allenatori | Piero Coen  |

| Arbitri: | Mauro Moretti (Marsciano) Giulio Pepponi (Spello) Roberto Biasini (Veroli) |

|                   |            |                |
| Ruzzier 16        | Punti      | 20 Baldassarre |
| Wood 8            | Assist     | 5 Parker       |
| Diliegro 9        | Rimbalzi   | 11 Baldassarre |
| Eugenio Dalmasson | Allenatori | Lino Lardo     |

| Arbitri: | Andrea Masi (Firenze) Valerio Grigioni (Roma) Umberto Tallon (Bologna) |

|                    |            |                  |
| Giddens 19         | Punti      | 21 Ferrero       |
| Fultz 10           | Assist     | 5 Lowery, Parker |
| Giddens 10         | Rimbalzi   | 8 Baldassarre    |
| Alberto Martelossi | Allenatori | Lino Lardo       |

| Arbitri: | Roberto Materdomini (Grottaglie) Angelo Caforio (Brindisi) Mauro Pansecchi (Pavia) |

|                |            |                  |
| Lowery 20      | Punti      | 18 Dillard       |
| Lowery 6       | Assist     | 3 Dillard        |
| Baldassarre 10 | Rimbalzi   | 7 Cutolo         |
| Lino Lardo     | Allenatori | Giulio Griccioli |

| Arbitri: | Enrico Bartoli (Trieste) Pierantonio Riosa (Trieste) Nicola Cappati (Roncade) |

|                 |            |                |
| Green 19        | Punti      | 11 Baldassarre |
| Green 3         | Assist     | 2 Ianes        |
| Green 8         | Rimbalzi   | 9 Renzi        |
| Franco Gramenzi | Allenatori | Lino Lardo     |

| Arbitri: | Gaetano Perretti (Napoli) Michele Capurro (Reggio Calabria) Daniele Caruso (Roma) |

|               |            |                    |
| Parker 17     | Punti      | 18 Smith           |
| Rizzitiello 4 | Assist     | 3 Smith            |
| Rizzitiello 8 | Rimbalzi   | 9 Gandini          |
| Lino Lardo    | Allenatori | Alessandro Ramagli |

| Arbitri: | Nicola Beneduce (Caserta) Luca Bonfante (Lonigo) Alessandro Loscalzo (Potenza) |

|               |            |               |
| Hollis 31     | Punti      | 17 Parker     |
| Voskuil 6     | Assist     | 6 Baldassarre |
| Hollis 9      | Rimbalzi   | 10 Renzi      |
| Fabio Corbani | Allenatori | Lino Lardo    |

| Arbitri: | Andrea Masi (Firenze) Alessandro Tirozzi (Bologna) Saverio Barone (Brescia) |

|                |            |                    |
| Baldassarre 25 | Punti      | 29 Mays            |
| Lowery 9       | Assist     | 6 Mays             |
| Baldassarre 10 | Rimbalzi   | 7 Nicević          |
| Lino Lardo     | Allenatori | Gianmarco Pozzecco |

| Arbitri: | Gianfranco Ciaglia (Caserta) Mauro Ceratto (Castellazzo Bormida) Andrea Longobucco (Ciampino) |

|            |            |                    |
| Renzi 19   | Punti      | 20 Triche          |
| Parker 5   | Assist     | 4 Elder, Pascolo   |
| Renzi 10   | Rimbalzi   | 12 Pascolo         |
| Lino Lardo | Allenatori | Maurizio Buscaglia |

| Arbitri: | Mauro Moretti (Marsciano) Pasquale Pecorella (Trani) Marco Pisoni (Gorgonzola) |

|                     |            |                        |
| Amoroso 25          | Punti      | 14 Baldassarre, Lowery |
| Steele 9            | Assist     | 8 Parker               |
| Amoroso 7           | Rimbalzi   | 10 Baldassarre         |
| Stefano Pillastrini | Allenatori | Lino Lardo             |

## Statistiche dei giocatori

### In campionato
| Nome                | Pun  | G  | Min | Falli | Falli | Tiri da 2 | Tiri da 2 | Tiri da 2 | Tiri da 3 | Tiri da 3 | Tiri da 3 | Tiri Liberi | Tiri Liberi | Tiri Liberi | Rimbalzi | Rimbalzi | Rimbalzi | Stop | Stop | Palle | Palle | Ass | Val  | OER |
| Nome                | Pun  | G  | Min | C     | S     | R         | T         | %         | R         | T         | %         | R           | T           | %           | O        | D        | T        | D    | S    | P     | R     | Ass | Val  | OER |
| ------------------- | ---- | -- | --- | ----- | ----- | --------- | --------- | --------- | --------- | --------- | --------- | ----------- | ----------- | ----------- | -------- | -------- | -------- | ---- | ---- | ----- | ----- | --- | ---- | --- |
| Lowery Rob          | 422  | 28 | 922 | 76    | 122   | 120       | 209       | 57        | 32        | 113       | 28        | 86          | 126         | 68          | 42       | 130      | 172      | 5    | 10   | 77    | 40    | 89  | 477  | 0.9 |
| Parker Kelvin       | 413  | 30 | 971 | 73    | 87    | 110       | 230       | 48        | 44        | 110       | 40        | 61          | 77          | 79          | 18       | 67       | 85       | 0    | 21   | 95    | 55    | 153 | 402  | 0.9 |
| Renzi Andrea        | 406  | 30 | 906 | 85    | 81    | 153       | 268       | 57        | 11        | 57        | 19        | 67          | 89          | 75          | 54       | 134      | 188      | 17   | 16   | 46    | 19    | 19  | 400  | 1   |
| Baldassarre Patrick | 354  | 29 | 889 | 110   | 156   | 98        | 198       | 49        | 15        | 59        | 25        | 113         | 169         | 67          | 47       | 184      | 231      | 19   | 8    | 62    | 20    | 64  | 464  | 0.9 |
| Ferrero Giancarlo   | 315  | 30 | 837 | 78    | 95    | 58        | 117       | 50        | 40        | 123       | 33        | 79          | 103         | 77          | 18       | 50       | 68       | 2    | 10   | 41    | 13    | 26  | 224  | 1   |
| Rizzitiello Nelson  | 214  | 30 | 640 | 56    | 37    | 46        | 83        | 55        | 34        | 91        | 37        | 20          | 31          | 65          | 22       | 69       | 91       | 2    | 1    | 24    | 8     | 23  | 189  | 1   |
| Ianes Luca          | 76   | 28 | 391 | 55    | 37    | 27        | 61        | 44        | 0         | 0         | 0         | 22          | 29          | 76          | 44       | 66       | 110      | 0    | 4    | 21    | 15    | 13  | 130  | 0.8 |
| Bossi Stefano       | 73   | 30 | 368 | 46    | 19    | 15        | 26        | 58        | 12        | 37        | 32        | 7           | 13          | 54          | 11       | 26       | 37       | 2    | 1    | 18    | 12    | 31  | 67   | 0.8 |
| Bartoli Lorenzo     | 36   | 22 | 107 | 5     | 6     | 4         | 12        | 33        | 8         | 18        | 44        | 4           | 7           | 57          | 4        | 10       | 14       | 0    | 1    | 3     | 5     | 0   | 31   | 1   |
| Tabbi Alessandro    | 6    | 12 | 62  | 11    | 5     | 3         | 7         | 43        | 0         | 3         | 0         | 0           | 2           | 0           | 5        | 7        | 12       | 2    | 1    | 5     | 0     | 1   | 0    | 0.4 |
| Costadura Giorgio   | 0    | 1  | 1   | 0     | 0     | 0         | 0         | 0         | 0         | 0         | 0         | 0           | 0           | 0           | 1        | 0        | 1        | 1    | 0    | 1     | 0     | 0   | 1    | 0   |
| Totali stagionali   | 2315 | 30 |     | 595   | 645   | 634       | 1211      | 52        | 196       | 611       | 32        | 459         | 646         | 71          | 261      | 731      | 992      | 50   | 72   | 393   | 187   | 419 | 2369 |     |